# Aranis
Aranis ist eine belgische AvantProg-Band.

## Bandgeschichte
Die von Joris Vanvinckenroye angeführte Band steht in der Tradition von Univers Zéro und vereint neoklassische Kammermusik mit minimalistischem Rock und Jazz. Auch Strawinski, Bartók, Schostakowitsch, Astor Piazzolla, Gavin Bryars, Godspeed You! Black Emperor und Flat Earth Society werden als Einflüsse genannt.
Aranis absolvierten 2002 erste Liveauftritte. Ihr selbstbetiteltes Debütalbum wurde im Jahr 2005 aufgenommen und veröffentlicht, ein zweites Album mit Bart Maris als Gastmusiker folgte 2007. Für das dritte Album Songs from Mirage wurden drei Sängerinnen engagiert. Am vierten Album RoqueForte waren der Pianist Pierre Chevalier (Univers Zéro, Present) und mit Dave Kerman (Thinking Plague, Present) erstmals ein Schlagzeuger beteiligt.
Gemeinsam mit Univers Zéro und Present traten Aranis im September 2011 als Once Upon a Time in Belgium auf dem französischen Rock-in-Opposition-Festival auf. Das fünfte Album erschien 2012. Es trägt den Titel Made in Belgium und enthält Kompositionen von Wim Mertens und anderen belgischen Musikern der AvantProg-Szene. Trey Gunn war als Gastmusiker beteiligt.

## Diskografie
- 2005: Aranis I
- 2007: Aranis II
- 2009: Songs from Mirage
- 2010: RoqueForte
- 2012: Made in Belgium
- 2014: Made in Belgium II
- 2017: Smells Like Aranis